# Falacer
Falacer var en romersk gud.
Hans betydelse är okänd. Han var ursprungligen en italisk gud och kan möjligen ha varit ett av Jupiters epitet. 
Han tillhörde de viktigaste gudarna i det antika Roms äldsta historia, eftersom han hade en egen statlig präst eller flamen: Flamen Falacer.